# 経蔵
経蔵（きょうぞう、巴: Sutta pitaka（スッタ・ピタカ）、梵: Sutra pitaka（スートラ・ピタカ））とは、仏教の聖典（仏典・三蔵）の一部であり、釈迦の教説である経（巴: Sutta（スッタ）、梵: Sutra（スートラ））をまとめたもの。

## 初期仏教
釈迦の死後、僧伽（仏教僧団）では仏教の成り立ちや戒律、その教説などを保全すべく、500人の阿羅漢（五百羅漢）によって結集（集会）が開かれ、その内容が文書化され、三蔵としてまとめられた。その内の1つがこの経蔵である。

## 上座部仏教（南伝仏教）
部派仏教時代の形式を留めている上座部仏教（南伝仏教）の聖典である『パーリ仏典』は、現在でも「三蔵」の形式が保全されており、経蔵も「スッタ・ピタカ」（巴: Sutta pitaka）として保存されている。
これは、長部、中部、相応部、増支部、小部の5部から成り、小部を除く4部は、漢訳経典の『阿含経』に相当する。